# James L. Jones
James Logan Jones, Jr. (født 19. december 1943 i Kansas City, Missouri, USA) er en pensioneret general fra USAs marinekorps. Han var Supreme Allied Commander, Europe (SACEUR), NATO's øverstbefalende, og chef for United States European Command (COMUSEUCOM) fra 2003 til 2006. Fra juli til januar 2003 var han den 32. Commandant of the Marine Corps (øverstbefalende for det amerikanske marinekorps). Jones gik på pension 1. februar 2007 efter 40 års tjeneste.
Den 20. januar 2009 blev Jones, efter indsættelsen af Barack Obama som USAs 44. præsident udnævnt til præsidentens nationale sikkerthedsrådgiver.